# سیمون زیمنی
سیمون زیمنی (فرانسوی: Simon Zimny‎؛ ۱۸ مه ۱۹۲۷ – ۳ آوریل ۲۰۰۷) بازیکن فوتبال اهل فرانسه بود.
از باشگاه‌هایی که در آن بازی کرده‌است می‌توان به باشگاه فوتبال استاد رنس اشاره کرد.
وی همچنین در تیم ملی فوتبال فرانسه بازی کرده‌است.